# Јон Фредрик Баксас
Јон Фредрик Баксас (норв. Jon Fredrik Baksaas; Шијен, 21. новембар 1954) био је председник GSMA до 2016. и генерални директор Теленора до августа 2015. године.

## Биографија
Рођен је 21. новембра 1954. у Шијену. Дипломирао је на Норвешкој школи за економију и пословну администрацију. Био је финансијски директор Aker ASA, Stolt-Nielsen Seaway и Det Norske Veritas.
Био је заменик генералног директора, финансијски директор и извршни потпредседник Теленора. У компанију је дошао 1989. године, а јуна 2002. је постао председник и извршни директор. На тој позицији је био до августа 2015. када је поднео оставку због скандала мита и корупције у PJSC VimpelCom, чији је био директор, у вези са куповином бежичне лиценце у Узбекистану.
Био је председник GSMA до 2016. године. Данас ради као специјални саветник у тиму извршног менаџмента групе телекомуникационе компаније. Члан је одбора Svenska Handelsbanken, VimpelCom и Advisory Council of Det Norske Veritas.

## Галерија
- Јон Фредрик Баксас 2011.
- Јон Фредрик Баксас у Барселони 2008.
- Јон Фредрик Баксас 2009.